# Cinobaňa
Cinobaňa es un municipio del distrito de Poltár en la región de Banská Bystrica, Eslovaquia, con una población estimada a final del año 2024 de 1964 habitantes.
Se encuentra ubicado en el centro de la región, cerca del río Ipoly —un afluente izquierdo del Danubio— y de la frontera con Hungría.

## Demografía
| Año        | 1994 | 2004    | 2014    | 2024     |
| ---------- | ---- | ------- | ------- | -------- |
| Población  | 2407 | 2358    | 2303    | 1964     |
| Diferencia |      | −2,03 % | −2,33 % | −14,71 % |

| Año        | 2023 | 2024    |
| ---------- | ---- | ------- |
| Población  | 1995 | 1964    |
| Diferencia |      | −1,55 % |